# Малево (Хасковская область)
Малево (болг. Малево) — село в Болгарии. Находится в Хасковской области, входит в общину Хасково. Население составляет 1 295 человек.

## Политическая ситуация
В местном кметстве Малево, в состав которого входит Малево, должность кмета (старосты) исполняет Михаил Велизаров Михайлов (коалиция партий: партия «Родина», демократический союз «Радикалы») по результатам выборов правления кметства.
Кмет (мэр) общины Хасково — Георги Иванов Иванов (коалиция партий: партия «Родина», демократический союз «Радикалы») по результатам выборов в правление общины.